# (4409) Kissling
(4409) Kissling ist ein Hauptgürtelasteroid, der am 30. Juni 1989 von Alan C. Gilmore und Pamela Margaret Kilmartin vom Mt John University Observatory in Neuseeland aus entdeckt wurde.
Der Asteroid wurde nach Warwick M. Kissling (* 1957), einem Mathematiker aus Neuseeland, benannt.